# Богацько
Богацько (пол. Bogacko, нім. Bogatzko, 1938-45: Rainfeld) — село в Польщі, у гміні Ґіжицко Гіжицького повіту Вармінсько-Мазурського воєводства.
Населення — 103 особи (2011).
У 1975-1998 роках село належало до Сувальського воєводства.

## Демографія
Демографічна структура станом на 31 березня 2011 року:
|          | Загалом | Допрацездатний вік | Працездатний вік | Постпрацездатний вік |
| -------- | ------- | ------------------ | ---------------- | -------------------- |
| Чоловіки | 48      | 6                  | 36               | 6                    |
| Жінки    | 55      | 11                 | 36               | 8                    |
| Разом    | 103     | 17                 | 72               | 14                   |